# Khortytsa
Khortytsa ([ˈxɔrtɪtsʲɐ]) es una marca de vodka premium de origen ucraniano. Producido por la destilería Khortytsa (Jórtytsia), llamada así en homenaje a la isla en donde se encuentra. Esta isla posee ideales condiciones ecológicas que favorecen la producción del vodka.
Actualmente es el vodka más vendido de Ucrania y otros países de Europa.
Se comercializa en botellas de 500 ml, 750 ml y 1000 ml y se caracteriza por ser el vodka más protegido del mundo contra falsificaciones.